# Леки крайцери тип „Кьолн“
Кьолн, или Кьолн II (на немски: Cöln II) са серия леки крайцери на Императорските военноморски сили от времето на Първата световна война. Явяват се последващо развитие на крайцерите от типа „Кьонигсберг“. От проекта са заложени 10 единици, на вода са спуснати 7, но до края на войната в строй влизат само 2 кораба: „Кьолн“ (на немски: SMS Cöln) и „Дрезден“ (на немски: SMS Dresden). Корабите на серията получават имената на крайцери загинали по време на войната, а последните 3 от тях дори нямат присвоени собствени имена.

## Конструкция
Главният калибър се състои от осем скорострелни 15 cm SK L/45 оръдия в единични установки. Две от тях са редом отпред на бака, две са на кърмата, линейно-терасовидно, и четири по всяка страна в средната част на кораба. Оръдията имат максимална далечина на стрелбата до 17 600 m. Боекомплектът им съставлява 1040 изстрела или 130 снаряда на ствол. Зенитното въоръжение на корабите първоначално се състои от три 8,8 cm SK L/45 зенитни оръдия. Крайцерите имат и четири 60 cm надводни торпедни апарата, с общ запас от осем торпеда. Освен това могат да носят до 200 мини за поставяне на заграждения.

## Служба
„Кьолн“ – Заложен през 1915 г., спуснат на 5 октомври 1916 г., влиза в строй на 17 януари 1918 г.
„Дрезден“ – Заложен през 1916 г., спуснат на 25 април 1917 г., влиза в строй на 28 март 1918 г.
„Висбаден“ – Заложен през 1915 г., спуснат на 3 март 1917 г.
„Магдебург“ – Заложен през 1916 г., спуснат на 17 ноември 1917 г.
„Лайпциг“ – Заложен през 1915 г., спуснат на 28 януари 1918 г.
„Росток“ – Заложен през 1915 г., спуснат на 6 април 1918 г.
„Фрауенлоб“ – Заложен през 1915 г., спуснат на 16 септември 1918 г.
„Ersatz Cöln“ – Заложен през 1916 г.
„Ersatz Emden“ – Заложен през 1916 г.
„Ersatz Karlsruhe“ – Заложен през 1916 г.

## Коментари
1. ↑  Всички данни са към момента на влизането в строй.
2. ↑  Според немската класификация те се обозначават като малки крайцери (на немски: Kleiner Kreuzer).
3. ↑  Префиксът „SMS“ е от на немски: Seiner Majestat Schiff (Кораб на Негово Величество).
4. ↑  Съгласно номенклатурата на артилерията на флота на Германската империя „SK“ (Schnelladekanone) означава „скорострелно оръдие“, а L/45 означава сравнителната дължина на оръдието в калибри. В дадения случай L/45 означава, че дължината на оръдието съставлява 45 негови калибра (150 × 45).
5. ↑  Германските кораби при началото на тяхното строителство получават временни имена. За новите кораби се избират букви. Тези кораби, които трябва да заменят стари или загубени кораби получават приставката „Ерзац“ пред името на заменяемия кораб.